# 20644 Amritdas
20644 Amritdas è un asteroide della fascia principale. Scoperto nel 1999, presenta un'orbita caratterizzata da un semiasse maggiore pari a 2,7435794 UA e da un'eccentricità di 0,0315631, inclinata di 0,77340° rispetto all'eclittica.